# 角分符号
角分符号（Prime,  ′ ）、角秒符号（Double Prime,  ″ ）以及不常用的3个撇的符号（Triple Prime,  ‴ ）是一系列用于表示不同的度量单位的符號，在数学、科学、语言学、音乐等有不同的用途。
角分符号不应與撇号（ ' ）、标准单引号、尖音符（ ´ ）或重音符（ ` ）混淆；角秒符号不应與垂直双引号（ " ）、标准双引号或同上符号（ 〃 ）混淆。

## 指代度量单位
角分符号（  ）常用于表示英尺（ft）、角分（am）与分钟（min）。
角秒符号（  ）表示英寸（in）、角秒（as）与秒钟（s）。
因此，3 5代表3英尺5英寸的長度，或者3分5秒的时间；度量角度时，3 5 30表示3度5角分30角秒。

## 在数学、统计学中的使用
在数学中，角分符号一般用来从已有的便利名字产生更多的相关变量名字，而不诉诸下角标 –  一般意味着与 x 有关或者从 x 推导出来的变量。例如笛卡尔坐标系中的点(x, y)，旋转、平移或者反射后，可以用(x′, y′)表示。
通常， 在第一次使用时给出定义。但有时其定义是事先约定的：
- 导数或导函数： 与  是函数  关于  的一阶与二阶导数。类似地，定义  = ，则  与  是  关于  的一阶与二阶导数。
- 集合的补  是集合  的补。
- 概率论中概率事件的否定： =
- 数学变换的结果： =
- 矩阵的转置。

## 在物理学中的使用
物理学中，角分符号表示一个变量在某个事件后的值。例如，vA′ 表示对象A在事件后的速度。在相对论中事件在惯性参考系S中的坐标为(x, y, z, t)，在惯性参考系S′中的坐标为(x′, y′, z′, t′).

## 在化学中的使用
在化学中，角分符号用于区别一个分子中连接在同一原子上的不同官能团，例如R与R′, 表示一个有机化合物中连接在某个原子上的不同的烃基.

## 在生物化学中的使用
生物化学、分子生物学，角分符号用于表示在脱氧核糖或核糖的环状结构上的碳原子位置。角分符号仅用于区分这两个化学结构的碳原子位置，而不是DNA或RNA其它部分的原子位置，如磷酸盐基团或核酸。因此，当指明一个酶沿着DNA的链移动的方向时，分子生物学家说它从5′端移向3′端。角分符号还可用来指明分子内部结合其它基团的位置，例如“5′-单磷酸”。

## 音乐中的使用

角分符号，角秒符号与‴

在赫尔姆赫兹音调记号法中，小写字母与角分符号、秒分符号与‴相结合表示不同的八度音程中的音符，因此c表示比中央C低八度，c′表示中音C，c″ 比中央C高八度，c‴表示比中央C高两个八度。大写字母与角标角分符号表示更低的音符。 C 表示比中央C低两个八度，C ͵ 表示比中央C低三个八度。

## 历史
在英文环境，角分符号称作“prime”源于误读。因为在20世纪初期，x′ 读作“x prime”并不是因为在 x 后跟着一个“prime 符號”，而因为它是x′、x″ ("x second") 与x‴ ("x third") 中的第一个，这里prime是“最初”的意思。后来在1950年代与1960年代，术语“prime”开始用于撇号这一类的符号。现在x″与x‴在英文通常读作“x double prime”与“x triple prime”。

## 计算机中的编码表示与输入
这些符号在Unicode与HTML中的表示:
| 字符                               | Unicode | HTML实体表示 |
| 角分符号 Prime ( ′ )               | U+2032  | &prime;      |
| 角秒符号 Double prime ( ″ )        | U+2033  | &Prime;      |
| 三上標號 Triple prime ( ‴ )        | U+2034  | –            |
| 四上標號 Quadruple prime ( ⁗ )     | U+2057  | –            |
| Modifier letter prime ( ʹ )        | U+02B9  | –            |
| Modifier letter double prime ( ʺ ) | U+02BA  | –            |

Prime, double prime and triple prime

“modifier letter prime”与“modifier letter double prime”用于语言学目的，如在转写西里尔字母文字时标识重音。
某些字符集，如ISO 8859-1，不包含这些符号。一般用撇号或垂直双引号代替。
LaTeX数学模式中，f' (f带一个撇号)被绘制为{\displaystyle f'\,\!}。此外，LaTeX提供一个大尺寸的角分符号，\prime 将显示为{\displaystyle \prime }，用于下标表示。例如，f_\prime^\prime绘制为{\displaystyle f_{\prime }^{\prime }}。